# Гекончик панцирний
Гекончик панцирний (Alsophylax loricatus) — вид плазунів родини геконових (Gekkonidae). Один із 6 видів роду. Поширений у Центральній Азії. Занесений до Червоного списку МСОП.

## Опис
Дрібний гекон. Загальна довжина сягає до 5 см. Голова і тулуб трохи сплющені. Тіло зверху вкрите дрібною лускою і тригранними горбинками, розташованими правильними довгастими та поперечними рядами на кшталт панцира; горбинки заходять на половину хвоста. Пальці прямі, їх кінцеві фаланги стиснуті з боків. Хвіст товстий, циліндричний, в останній чверті витончений. Хвостові сегменти зверху слабо або зовсім неясні. Знизу хвіст вкритий поздовжніми рядами пластинок, розташованих звичайно по два ряди на сегмент. Є анальні пори. Зіниця ока вертикальна, із зазубреними краями. Колір спини жовтуватий, помаранчевий або сіруватий, без візерунка. По боках хвоста тягнеться невиразна поздовжня смужка.

## Поширення
Сучасний ареал виду розірваний на дві далеко стоячі одна від одної частини. Більша частина розташована у Ферганській долині в Узбекистані і Північному Таджикистані, менша – вздовж лівого берега Амудар'ї в Туркменістані.

## Особливості біології
Віддає перевагу кам'янистим місцевостям. Живе здебільшого в останцевих горах, передгір'ях, напівпустелях, солончакових ділянках пустель і розвалинах. Вдень ховається та відпочиває серед каміння. Активний вночі, коли полює на комах, безхребетних, павукоподібних.
Вид належить до яйцекладних геконів. Зазвичай самиця гекончика відкладає до 2 яєць, кладок буває до двох за один сезон. Як й інші гекони, панцирний гекон має здатність при небезпеці відкидати хвоста.

## Охорона
Чисельність популяції гекончика панцирного в межах ареалу низька і має тенденцію до скорочення. Тому вид занесений до Червоного списку МСОП (охоронна категорія: вразливий вид). Крім того, в різні роки він занесений до Червоних книг Узбекистану, Таджикистану і Туркменістану.

## Систематика
Розірваний ареал гекончика панцирного сприяв утворенню двох підвидів:
- номінативний підвид Alsophylax loricatus loricatus поширений у Ферганській долині;
- гекончик панцирний Щербака Alsophylax loricatus szczerbaki мешкає на північному сході Туркменістану[2].